# Comuna Volodîmîro-Illinka, Novotroiițke
Volodîmîro-Illinka (în ucraineană Володимиро-Іллінка) este o comună în raionul Novotroiițke, regiunea Herson, Ucraina, formată din satele Katerînivka, Novorepivka, Novoukraiinka, Sofiivka și Volodîmîro-Illinka (reședința).

## Demografie
Componența lingvistică a comunei Volodîmîro-Illinka
     Ucraineană (90,78%)
     Rusă (8,46%)
     Alte limbi (0,15%)
Conform recensământului din 2001, majoritatea populației comunei Volodîmîro-Illinka era vorbitoare de ucraineană (90,78%), existând în minoritate și vorbitori de rusă (8,46%).